# Ebenezer Akwanga
Ebenezer Akwanga, de son nom complet Ebenezer Derek Mbongo Akwanga, né en 1970 à Tiko, est un militant et leader séparatiste camerounais. Il est le président d'un mouvement séparatiste, le Mouvement de libération du peuple africain (MLPA), dont il dirige la branche armée, les Forces de défense du Cameroun méridional (FDCM). 
Ancien étudiant à l'université de Buéa, lui et Lucas Ayaba Cho créent une association étudiante séparatiste. Celle-ci est interdite en 1997, Ebenezer Akwanga est incarcéré pendant six ans. À la suite de son évasion de prison, il s'associe au Conseil national du Cameroun méridional (CNCM). Lorsque le CNCM se divise en plusieurs factions, il devient le leader de la Ligue des jeunes du Cameroun méridional (LJCM). La LJCM se transforme en MPLA. 
En mars 2019, il supervise la création du MLPA en participant à la fondation du Conseil de libération du Cameroun méridional (CLCM), dans une tentative de former un front uni. Ebenezer Akwanga défend également l'indépendance du Biafra et se prononce en faveur d'une alliance entre l'Ambazonie et le Biafra. Il appelle également à des référendums sur l'indépendance à la fois des régions anglophones du Cameroun (incluant la péninsule de Bakassi) et du Biafra.

## Biographie

### Carrière
Dr Ebenezer Akwanga devient un activiste politique en 1993, d’abord en faisant campagne pacifiquement pour les droits des Camerounais anglophones en tant que leader étudiant de l’Union des étudiants de l’Université de Buéa qui travaille avec le CNCM. Il prend une part active au soulèvement de mars 1997.
Au cours de son emprisonnement, Ebenezer Akwanga subit de très graves violations des droits humains avant et après sa condamnation. Torture, détention au secret, conditions de détention (surpopulation carcérale et insalubrité), privation d'accès à des soins médicaux. Il souffre de paralysie des membres inférieurs et de troubles de la vision à la suite de tortures et passe plus de 700 jours en isolement.  
En 1999, il est condamné par un tribunal militaire à 20 ans d'emprisonnement pour terrorisme et subversion, des accusations dont s'est toujours défendu Ebenezer Akwanga. En 2003, il parvient à s'échapper de prison et s'enfuit au Nigeria puis trouve asile aux États-Unis. 
Des États-Unis, Ebenezer Akwanga poursuit son militantisme. L’ONG Redress (en) dépose une pétition au nom d’Ebenezer Akwanga auprès du Comité des droits de l’homme pour de multiples violations du Pacte international relatif aux droits civils et politiques (PIDCP), y compris de la torture entre 1997 à 2003. Dans une décision prise à l’unanimité le 22 mars 2011, le Comité des droits de l'homme confirme la requête déposée par l'ONG au nom d’Ebenezer Akwanga contre le Cameroun. La pétition permet d’éviter de multiples violations du PIDCP. 
Entre 2011 et 2014, Ebenezer Akwanga, Lucas Ayaba Cho et d’autres militants séparatistes créent le gouvernement du Cameroun méridional affilié à une branche armée, les FDCM. La presse camerounaise attribue à Ebenezer Akwanga d'être l’un des principaux promoteurs de la déclation d’indépendance des régions anglophones, le 1er octobre 2017.

## Tentatives d'assassinats
Le gouvernement camerounais tente à multiples reprises d’assassiner Ebenezer Akwanga : à Buéa, au Cameroun, par empoisonnement en 2003, à Lagos au Nigeria, en 2005, avec au moins trois tentatives par des agents camerounais puis en Afrique du Sud en 2012 avec un complot de meurtre et d’enlèvement. 

## Combat séparatiste

### Lutte armée
À la suite de la déclaration d’indépendance des régions anglophones le 1er octobre 2017, Ebenezer Akwanga décide de revitaliser et d’armer les FDCM en tant que « force d’autodéfense ». Dès la fin des années 1990, Ebenezer Akwanga et Lucas Ayaba Cho se distancent des positions du CNCM et prônent le recours à la lutte armée plutôt que la poursuite des négociations avec le gouverment camerounais. Selon l’International Crisis Group (ICG), les FDCM sont l’un des plus grands groupes armés séparatistes opérant dans les régions anglophones.  

#### Possible violation des droits humains
En janvier 2019, Ebenezer Akwanga soutient que ses hommes sont des « tacticiens de la guérilla » tout en concédant qu'ils « font des erreurs ». En 2021, il affirme qu'il est pour un boycott total des écoles, tant publiques que privées, afin d'obliger le gouvernement camerounais à entamer des négociations. Cette déclaration intervient dans un contexte ou différents rapports font état d'attaques séparatistes contre les écoles et les enseignants ainsi que de l'extrême difficulté pour les enfants des régions anglophones de poursuivre leur éducation dans des conditions minimales de sécurité,. Pour sa part, Ebenezer Akwanga soutient que les séparatistes ne sont pas impliquées dans des attaques contre des écoles.

#### Efforts diplomatiques
Ebenezer Akwanga est présent sur le front diplomatique avec des apparitions notées au Ghana, en Afrique du Sud,, au Malawi et dans de nombreux autres pays. A l'été 2019, il accepte de participer à une réunion en Suisse en vue de résoudre le conflit sous médiation suisse, une réunion qui reste sans effet car le président Paul Biya, alors en séjour privé dans le pays, refuse l'idée même d'une telle négociation.